# Longitarsus tabidus
Longitarsus tabidus  (лат.) — вид листоедов (Chrysomelidae) из подсемейства козявок (Galerucinae). 

## Распространение
Распространён в Палеарктике с запада на восток до Монголии, в Европе встречается до Центральной Англии, Центральной Швеции и Южной Финляндии.

## Экология
Взрослые жуки и их личинки питаются листьями коровяка (Verbascum) (род растений из семейства норичниковых).

## Вариетет и аберрации
- Вариетет: Longitarsus verbasci var. vulgaris Weise, 1893
- Вариетет: Longitarsus verbasci var. elongatus Weise, 1893
- Аберрация: Longitarsus tabidus ab. nigrinus Leoni, 1907